# Typhlocythere japonica
Typhlocythere japonica is een mosselkreeftjessoort uit de familie van de Cytheruridae. De wetenschappelijke naam van de soort is voor het eerst geldig gepubliceerd in 1981 door Ishizaki.